# Schoenus obtusifolius
Schoenus obtusifolius är en halvgräsart som först beskrevs av Christian Gottfried Daniel Nees von Esenbeck, och fick sitt nu gällande namn av Johann Otto Boeckeler. Schoenus obtusifolius ingår i släktet axagssläktet, och familjen halvgräs. Inga underarter finns listade i Catalogue of Life.